# Cs. Erdős Tibor
Cs. Erdős Tibor Zsigmond (Berettyóújfalu, 1914. február 27. – Kolozsvár, 2015. február 11.) erdélyi magyar festőművész.

## Életpályája
Vasesztergályos szakmát tanult. 1939–40-ben a brassói repülőgyárban dolgozott, a kísérleti osztályon. 1945-ben elvégezte a budapesti Országos Magyar Királyi Képzőművészeti Főiskolát. 1945–59 között alapító tagja és tanára volt a nagyváradi képzőművészeti iskolának. Alapító tagja és tanára volt a kolozsvári Magyar Képzőművészeti Főiskolának (ma Képzőművészeti és Formatervezési Egyetem) is. 1959–74 között a Kolozsvári Állami Magyar Színház főtervezője volt.
Állandó résztvevője volt a romániai hivatalos tárlatoknak, meghívottja sok külföldi közös kiállításnak. Munkái romániai és magyarországi múzeumokban is megtalálhatók. Több murális alkotása (Kudzsir, Dés, Kolozsvár) van.
Két héttel 101. születésnapja előtt, otthonában hunyt el.

### Egyéni kiállításai
- Marosvásárhely
- Kolozsvár (1956, 1970)
- Nagyvárad (1955, 1956, 1961, 1974, 1985)
- Budapest (Magyar Nemzeti Galéria), 1971 (id. Benczédi Sándorral)
- Hódmezővásárhely, 1971 (Benczédi Sándorral)
- Martonvásár, 1972
- Lugano (Svájc)
- Lons de Saunier (Franciaország)

### Nevezetesebb portréi
- Erdő János unitárius püspök
- Kovács Lajos unitárius püspök
- Tőkés László református püspök, politikus
- Todea Alexandru bíboros, görögkatolikus püspök

### Díjai, kitüntetései
- Nagybányai Ünnepi Hét festménypályázatának II. díja (1943)
- Erdélyi Hivatalos Szalon díja (1947)
- Románia Lovagkeresztje (2002)
- A Magyar Köztársasági Érdemrend lovagkeresztje (2007)
- A Magyar Köztársaság Arany Érdemkeresztje (2011)[4]
- Berettyóújfalu díszpolgára (2011)

## Társasági tagság
- Barabás Miklós Céh
- Romániai Képzőművészek Szövetsége